# Takumi Saitō
Takumi Saitō (jap. 西塔拓己 Saitō Takumi; ur. 23 marca 1993 w Hiroszimie) – japoński lekkoatleta specjalizujący się w chodzie sportowym.
Czwarty zawodnik mistrzostw świata juniorów (2012). W tym samym roku zajął 25. miejsce na igrzyskach olimpijskich w Londynie. W 2013 był szósty podczas mistrzostw świata w Moskwie. Medalista mistrzostw Japonii.
Rekord życiowy w chodzie na 20 kilometrów: 1:19:44 (20 marca 2016, Nomi).

## Osiągnięcia
| Rok  | Impreza                     | Miejsce   | Konkurencja           | Lokata      | Wynik    |
| ---- | --------------------------- | --------- | --------------------- | ----------- | -------- |
| 2012 | Mistrzostwa świata juniorów | Barcelona | chód na 10 000 metrów | 4. miejsce  | 40:19,10 |
| 2012 | Igrzyska olimpijskie        | Londyn    | chód na 20 kilometrów | 25. miejsce | 1:22:43  |
| 2013 | Mistrzostwa świata          | Moskwa    | chód na 20 kilometrów | 6. miejsce  | 1:22:09  |
| 2014 | Puchar świata w chodzie     | Taicang   | chód na 20 kilometrów | 22. miejsce | 1:20:51  |